# Pecaj

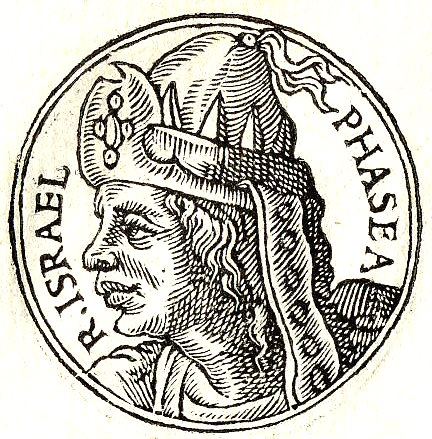
Pecaj, Rey de Israel

Pecaj o Peka (? - 732 a. C.), hijo de Remaliah (o Remalias), era un oficial del ejército que se convirtió en rey de Israel entre los años 737 y 732 a. C.
Edwin. R. Thiele ofrece como fechas de su reinado, 740-732 a. C. Si esto es cierto Pecaj solo habría reinado 8 años.
Mas la biblia dice que reino 20 años pero la explicación más lógica es que se hizo incluir los 12 años que habían correspondido a Pecajías y Menajem los 2 reyes anteriores  
Subió al trono tras asesinar a Pecajías, ya que estaba en contra de la política de amistad con Asiria que aquel practicaba, y prefería una alianza con Damasco. Junto con Rasin de Damasco, declaró la guerra al rey de Judá, Ajaz. Este pidió ayuda a Tiglatpileser III, que conquistó Damasco, toda la costa del Mediterráneo y parte del reino de Israel, deportando a sus habitantes. Pecaj fue asesinado debido a una conspiración dirigida por Oseas.
Fuera de la Biblia, Pecaj es mencionado en las inscripciones de Tiglatpileser III. Entre varias referencias a “Pecaj”, la más explícita se refiere al reemplazo de Pekah en la Inscripción Sumaria 4, líneas 15-17: “[línea 15]. . . La tierra de Bit-Humria. . . . [línea 17] Peqah, su rey [Yo / ellos mataron] e instalé a Oseas [línea 18] [como rey] sobre ellos”.

## Sucesión
| Predecesor: Pecajías o Pekaia | Rey de Israel 740 a. C. - 732 a. C. | Sucesor: Oseas |